# Хеб
Хеб (чеськ. Cheb, нім. Eger) — місто на заході Чехії, розміщене на річці Огрже поблизу кордону з Німеччиною. Адміністративний центр округу Хеб.

## Назва
Слово cheb походить від старочеського слова heb (у сучасній чеській мові oheb, ohyb), що означає "вигин". Це пояснюється тим, що у місті та його околицях річка Огра має багато вигинів.

## Клімат
Місто знаходиться у зоні, котра характеризується морським кліматом. Найтепліший місяць — липень із середньою температурою 16.7 °C (62 °F). Найхолодніший місяць — січень, із середньою температурою -1.7 °С (29 °F).
| Клімат Хеба             | Клімат Хеба | Клімат Хеба | Клімат Хеба | Клімат Хеба | Клімат Хеба | Клімат Хеба | Клімат Хеба | Клімат Хеба | Клімат Хеба | Клімат Хеба | Клімат Хеба | Клімат Хеба | Клімат Хеба |
| Показник                | Січ.        | Лют.        | Бер.        | Квіт.       | Трав.       | Черв.       | Лип.        | Серп.       | Вер.        | Жовт.       | Лист.       | Груд.       | Рік         |
| Абсолютний максимум, °C | 13          | 16          | 21          | 23          | 28          | 31          | 36          | 32          | 31          | 25          | 14          | 13          | 36          |
| Середній максимум, °C   | 0           | 1           | 7           | 11          | 16          | 19          | 21          | 21          | 17          | 11          | 4           | 1           | 11          |
| Середня температура, °C | −1          | −1          | 3           | 6           | 12          | 15          | 16          | 16          | 13          | 8           | 2           | 0           | 7           |
| Середній мінімум, °C    | −3          | −3          | 0           | 2           | 6           | 10          | 11          | 11          | 8           | 4           | 0           | −2          | 3           |
| Абсолютний мінімум, °C  | −22         | −21         | −20         | −6          | −2          | 0           | 5           | 2           | −1          | −6          | −13         | −13         | −22         |
| Норма опадів, мм        | 30          | 30          | 30          | 30          | 50          | 60          | 60          | 60          | 40          | 40          | 30          | 40          | 560         |
| ----------------------- | ----------- | ----------- | ----------- | ----------- | ----------- | ----------- | ----------- | ----------- | ----------- | ----------- | ----------- | ----------- | ----------- |
| Джерело: Weatherbase    |             |             |             |             |             |             |             |             |             |             |             |             |             |

## Уродженці
- Ярослав Вертіг (* 1969) — чеський інженер-архітектор.
- Ілона Чакова (* 1970) — чеська поп-співачка.